# Paul Hellyer
Pour les articles homonymes, voir Hillyer.
Paul Theodore Hellyer (né le 6 août 1923 à Waterford en Ontario et mort le 8 août 2021) est un homme politique canadien.

## Biographie

### Début de carrière politique
Quand Paul Hellyer est élu pour la première fois en tant que libéral dans l'élection fédérale de 1949 dans la circonscription de Davenport, il est le plus jeune député jamais élu à la Chambre des communes du Canada.  Il est brièvement aide parlementaire au ministre de la Défense, et fait une bonne impression. Il est ensuite nommé ministre associé de la Défense nationale dans le cabinet du premier ministre Louis St-Laurent. Cette affectation est de courte durée, toutefois, car Paul Hellyer perd son siège lorsque le gouvernement de Saint-Laurent est défait aux élections de 1957 quelques mois plus tard.
Paul Hellyer revient au parlement à l'occasion d'une élection partielle en 1959 dans la circonscription avoisinante de Trinity, et devient un critique d'opposition du gouvernement progressiste-conservateur de John Diefenbaker.

### Ministre et candidat à la direction libérale
Lorsque les libéraux reprennent le pouvoir aux élections de 1963, Paul Hellyer devient ministre de la Défense nationale dans le cabinet de Lester B. Pearson.  C'est le point le plus notable dans la carrière de Hellyer. Comme ministre de la Défense, il préside à l'intégration et l'unification controversées de l'armée canadienne, la marine royale canadienne  et l'aviation royale du Canada en une organisation unique, les forces armées canadiennes.
Paul Hellyer se porte candidat au congrès à la direction du Parti libéral en 1968, arrivant deuxième au premier tour, mais tombant troisième aux deuxième et troisième tours et se retirant de la course en faveur de Robert Winters lors du quatrième tour, où Pierre Trudeau remporta la victoire. Il est brièvement ministre des Transports dans le cabinet de Trudeau, et est nommé ministre senior du cabinet, un poste semblable au poste actuel de vice-premier ministre.

### Nomade politique, 1969 à 1988
Paul Hellyer démissionne du cabinet et du caucus libéral en 1969 à la suite d'un conflit avec Pierre Elliott Trudeau sur le financement d'un programme de logement. Il siège en tant qu'indépendant pendant plusieurs années. Après une tentative sans succès en 1971 de former un nouveau parti politique, Action Canada, le chef du Parti progressiste-conservateur, Robert Stanfield, l'invite à se joindre au caucus progressiste-conservateur. Il revient à l'éminence en tant que critique d'opposition et est réélu dans l'élection de 1972 en tant que progressiste-conservateur. Il perd toutefois son siège dans l'élection de 1974.
Malgré cette défaite, Paul Hellyer se porte candidat au congrès à la direction du Parti progressiste-conservateur en 1976. Ses positions sont toutefois trop à droite pour la plupart des délégués, et il s'aliène beaucoup de tories avec un discours s'attaquant aux tories rouges, les accusant de ne pas être des « vrais conservateurs ». Ce positionnement est étonnant, Paul Hellyer ayant passé la majeure partie de sa carrière politique en tant que libéral. Il termine sixième dans une course à huit au deuxième tour.
Paul Hellyer rejoint le Parti libéral en 1982, mais demeure pour la plupart silencieux en politique. En 1988, il brigue la nomination libérale dans la circonscription de Saint-Paul à Toronto, perdant face à Aideen Nicholson, qui avait défait Hellyer quatorze ans auparavant alors qu'il était un député conservateur dans la circonscription adjacente de Trinity.

### Parti action canadienne
En 1997, Paul Hellyer fonde le Parti action canadienne (PAC) pour fournir aux électeurs une option économiquement nationaliste à la suite de l'effondrement du Parti National du Canada. Il craignait que les progressistes-conservateurs et les libéraux n'épousent la mondialisation, et que le Nouveau Parti démocratique ne soit plus en mesure de fournir une alternative crédible. Le PAC a également épousé les propositions de Paul Hellyer sur la réforme monétaire : que le gouvernement devrait intervenir plus dans la direction de l'économie en réduisant graduellement la création de richesse au privé et en augmentant la création de richesse par le secteur public, du rapport actuel de 5 % public / 95 % privé à un rapport de 50 % public / 50 % privé.
Son parti est demeuré un tiers parti peu remarqué, et Paul Hellyer ne réussit pas à se faire élire à la Chambre des communes du Canada en 1997 et en 2000. Après l'élection de 2000, et la réapparition du NPD, il approche la direction néo-démocrate afin de discuter de la possibilité de fusionner les deux partis. Ce processus a été promu par le vote unanime d'une motion au congrès du PAC en 2003. Au début de 2004, après plusieurs prolongements de la date limite de fusion, le NPD a rejeté la proposition de la fusion de Paul Hellyer qui aurait exigé que le NPD change de nom. Il a démissionné comme chef du PAC, mais est resté membre du parti. Les rumeurs voulant qu'il se présente sous la bannière néo-démocrate dans l'élection de 2004 se sont révélées non fondées.

### Paix dans l'espace et OVNIs
Dans une interview donnée le 24 novembre 2005, Paul Hellyer déclare que les OVNIs sont aussi réels que les avions.
Le 28 février 2007, dans le quotidien Ottawa Citizen[réf. incomplète], il appelle les gouvernements mondiaux à révéler ce qu'ils savent sur la technologie des extra-terrestres afin d'enrayer les changements climatiques. De même, il déclare : « Il faut persuader les gouvernements de dire ce qu'ils savent. Certains d'entre nous pensent qu'ils en savent beaucoup, et cela pourrait suffire à sauver notre planète. »
Le 19 avril 2008, à l'occasion d'une conférence de presse donnée au National Press Club à Washington, Paul Hellyer s'exprime de nouveau sur ce même sujet durant plusieurs minutes.
Le 30 décembre 2013, lors d'une interview télévisée sur la chaîne Russia Today, il affirme que les extraterrestres visitent la Terre depuis des milliers d'années et collaborent aujourd'hui avec le gouvernement américain.

### Écrits et vie personnelle
Paul Hellyer a écrit plusieurs livres sur le Canada et la mondialisation, ainsi que One Big Party: To Keep Canada Independent, dans lequel il favorisait la fusion du PAC, du NPD et de divers autres militants de gauche pour sauver le Canada des effets de la mondialisation et de l'annexion possible par les États-Unis.
Il a été chroniqueur pour un temps au Toronto Sun.
Paul Hellyer réside à Toronto avec son épouse Ellen.  Il a trois enfants, Mary Elizabeth Hellyer, Peter Hellyer et David Hellyer, ainsi que cinq petits-enfants, Jordan Hellyer, Katie Hellyer, Joshua Hellyer, Michael Hellyer et Emily Hellyer.

## Archives
Le Fonds Paul Hellyer se trouve à Bibliothèque et Archives Canada.